# Понте Секија (Ређо Емилија)
Понте Секија је насеље у Италији у округу Ређо Емилија, региону Емилија-Ромања.
Према процени из 2011. у насељу је живело 111 становника. Насеље се налази на надморској висини од 287 м.